# Beweging Christelijke Koers CDA
De Beweging Christelijke Koers CDA is een belangenvereniging binnen de Nederlandse politieke partij Christen-Democratisch Appèl (CDA) en bestaat uit orthodox-christelijke partijleden van katholieken en protestantsen huize. Ze werd in 1992 opgericht, maar heeft nooit formele banden met het CDA gehad. 

## Ontstaan
In 1990 startte een werkgroep van zes CDA-leden onder de naam Duidelijke Koers CDA waarin zij bepleitten een terugkeer van de partij naar haar orthodox-christelijke uitgangspunten te bewerkstelligen.
Haar voornaamste kritiek op het CDA is dat deze partij op allerlei terreinen te vaak de weg van het compromis zou inslaan en wetgeving zou steunen die de toets van de Bijbel niet zou kunnen doorstaan. Als Beweging Christelijke Koers ziet de belangenvereniging sinds 1994 haar veronderstelde achterban niet meer vertegenwoordigd in de Tweede Kamer-fractie van de partij. Hier wil zij verandering in aanbrengen door de besluitvorming binnen de partij en het partijprogramma aan te passen.

## Actiepunten
De Beweging Christelijke Koers pleitte er in 1999 voor dat het CDA zich krachtiger zou moeten verzetten tegen "uit de hand gelopen" abortus- en euthanasiepraktijken, hard optreden tegen drugshandel en gokverslaving en meende dat moslims en hindoes die hun geloof serieus namen het CDA niet goed zouden kunnen vertegenwoordigen. Het bestuur van de beweging kwam in opspraak toen men CDA-Europarlementariër Peter Pex van de kieslijst wilde weren wegens zijn openlijke homoseksualiteit, want "Zijn levenswandel is in strijd met de Bijbel", aldus secretaris drs. J.G. van der Land destijds. Pex reageerde dat hij de uitlatingen vanuit de beweging tegen zijn persoon "onfatsoenlijk" vond, de argumenten vanuit het CDA tegen het homohuwelijk en een homoseksuele leefwijze "belachelijk" en dat de secretaris verder van het CDA-programma afstond dan hijzelf. Van der Land repliceerde dat hij zulke tegenspraak "niet duld in mijn partij". Door de commotie traden de bestuursleden Van Diest en Eddy Bilder af. Pex behield zijn plek op de lijst, al werd hij in 1999 niet verkozen, maar in 2003 wel.
Na de oprichting van de Beweging Christelijke Koers kostte het veel moeite om in gesprek te komen met het partijbestuur. Op brieven werd aanvankelijk niet geantwoord. Op 4 december 2001 kwam het dan toch tot een gesprek tussen de Beweging Christelijke Koers en het partijbestuur. De vraag om een vertegenwoordiger van de Beweging een verkiesbare plaats te geven, werd bij monde van interimpartijvoorzitter Bert de Vries afgewezen. De samenstelling van de advieskandidatenlijst was volgens de CDA-voorzitter: "een inhoudelijke keuze om tot een bepaalde profilering van het CDA te komen en daarbij past een door de beweging gewenste kandidaat niet. In januari 2002 maakte de beweging zich los van de moederpartij vanwege gebrek aan invloed. Zij gaf aan verder te willen gaan onder de naam Christen-Democratische Beweging.
De Beweging Christelijke Koers gaf aan te betreuren dat terwijl Bijbeltrouwe christenen geen verkiesbare plaats meer krijgen op CDA-lijsten, andersgelovigen die het christelijk geloof niet zijn toegedaan (bijvoorbeeld moslims als Coşkun Çörüz en Mustafa Amhaouch en een hindoe als Ram Ramlal) deze plaats wel krijgen toegewezen.

## Voorzitters
Bilder, begin jaren 90 voorzitter van de Beweging Christelijke Koers, was Tweede Kamerlid voor het CDA van maart 2007 tot juni 2010.